# Kiley Neushul
Kiley Neushul (Santa Barbara, 5 marzo 1993) è un'ex pallanuotista statunitense.
Ha vinto la medaglia d'oro a Rio de Janeiro 2016.

## Palmarès
- Giochi olimpici

Rio de Janeiro 2016: oro.
- Mondiali

Kazan 2015: oro.
Budapest 2017: oro.